# ランナウェイ (ザ・コアーズの曲)
「ランナウェイ」（Runaway）は、アイルランドのバンド、ザ・コアーズが1995年にデビュー・シングルとして発表した楽曲。同年発表のスタジオ・アルバム『遙かなる想い』にも収録された。

## 反響
1995年11月には母国アイルランドでシングル・チャート入りを果たして、同国のチャートでは最高10位に達し、1996年にはオーストラリアでもトップ10入りを果たした。アメリカでは、総合チャートのBillboard Hot 100で68位、『ビルボード』のアダルト・コンテンポラリー・チャートでは20位に達した。イギリスでは1996年2月17日付の全英シングルチャートで初登場49位となり、2週間後にはトップ100圏外に落ちるが、同年12月7日付で再びチャート・インして60位を記録している。

## ティン・ティン・アウト・リミックス
1998年、ティン・ティン・アウトによるリミックスが施されたヴァージョンがアルバム『トーク・オン・コーナーズ〜スペシャル・エディション〜』に収録されて、1999年にシングル・カットされた。全英シングルチャートでは、オリジナル・シングルをはるかに上回る成功を収め、1999年2月27日付で初登場2位となり、11週にわたってトップ100入りした。

## カヴァー
- 藤田恵美 - カヴァー・アルバム『camomile blend』（2003年）に収録。